# Jean Sandt
Jean Sandt – francuski kierowca wyścigowy.

## Kariera
W wyścigach samochodowych Sandt startował głównie w wyścigach samochodów sportowych. W latach 1950-1951 Francuz pojawiał się w stawce 24-godzinnego wyścigu Le Mans. W pierwszym sezonie startów ondiósł zwycięstwo w klasie S 1.1, a w klasyfikacji generalnej był 24.